# Arrowsmith (roman)
Pour les articles homonymes, voir Arrowsmith.
Arrowsmith (titre original : Arrowsmith) est un roman de satire sociale de l'écrivain américain Sinclair Lewis, paru en 1925.

## Résumé
C'est le portrait d'un médecin d'une petite ville du Middle West qu'habite une passion dévorante pour la vérité scientifique et qui se retrouve, à la fin du XIXe siècle, à la tête d'un des instituts de recherche médicale les plus renommés du pays. Ses nobles idéaux bousculant trop d'habitudes et trop d’intérêts, le savant se voit finalement contraint de choisir la solitude pour y poursuivre, dans l'ascèse, sa quête de la vérité.

## Autour du roman
Pour la composition de ce roman, Sinclair Lewis s'est assuré la collaboration d'un chercheur intéressé par la littérature, le bactériologiste Paul De Kruif. Le héros du roman est inspiré de Jacques Loeb. 

## Adaptations au cinéma et à la télévision
- 1931 : Arrowsmith de John Ford avec Ronald Colman dans le rôle-titre ;
- 1997 : Arrowsmith mini-série télévisée de Zdeněk Zelenka.